# Williamsport (Indiana)
Williamsport é uma cidade  localizada no estado americano de Indiana, no Condado de Warren.

## Demografia
Segundo o censo americano de 2000, a sua população era de 1935 habitantes.
Em 2006, foi estimada uma população de 1905, um decréscimo de 30 (-1.6%).

## Geografia
De acordo com o United States Census Bureau, Williamsport tem uma área de 2,7 km², dos quais 2,7 km² são cobertos por terra e 0,0 km² cobertos por água. A cidade localiza-se a aproximadamente 201 metros acima do nível do mar.

## Localidades na vizinhança
O diagrama seguinte representa as localidades num raio de 20 km ao redor de Williamsport.